# Euphorbia correntina
Euphorbia correntina là một loài thực vật có hoa trong họ Đại kích. Loài này được Parodi mô tả khoa học đầu tiên năm 1881.